# Partei der Nichtwähler
Die Partei der Nichtwähler (auch: Nichtwählerpartei; Kurzbezeichnung: Nichtwähler) war eine deutsche Kleinpartei, die vom Hotelier und ehemaligen CDU-Politiker Werner Peters 1998 in Köln gegründet wurde. Zu ihren Hauptforderungen zählte gemäß ihrem Programm die Schaffung von mehr direkter Demokratie in Form von Volksbegehren und -abstimmungen.

## Parteigeschichte
Nach ihrer Gründung im Jahre 1998 trat sie bei der Bundestagswahl 1998 nur in Nordrhein-Westfalen an und erreichte 6.827 Stimmen (0,1 %).
Bei der nordrhein-westfälischen Landtagswahl von 2000 erreichte sie 175 Stimmen (0,0 %), war allerdings auch nur in einem Wahlkreis wählbar. Für die folgenden Bundestagswahlen wurde sie vom Bundeswahlleiter nicht mehr zugelassen. Der Grund war eine vorübergehende Inaktivität.
Im Mai 2011 erfolgte eine Neugründung der Partei in Köln. Im Oktober 2011 wurde in Nordrhein-Westfalen ein erster Landesverband gegründet. Sie wurde zur Bundestagswahl 2013 zugelassen und erreichte 11.349 Stimmen (0,03 %). Diese Partei löste sich am 10. Dezember 2016 auf.

## Selbstverständnis und Parteiziele
Die Partei sah sich zum einen als Forum und Sammelbecken „politisch motivierter Nichtwähler“, zum anderen aber auch als „Sprachrohr für Reformbewegungen“. Wesentliche Forderungen sowie Zielsetzungen der Partei waren laut Programm:
- Stärkung der Demokratie durch Einführung direktdemokratischer Elemente (Volksbegehren, Volksentscheide, Direktwahl und Abwahlmöglichkeit von Amtsinhabern).
- Stärkung der Kompetenzen der Abgeordneten durch Abschaffung des Fraktionszwangs.
- Strikte Trennung von Regierungsamt und Abgeordnetenmandat. Abschaffung der Parlamentarischen Staatssekretäre.
- Begrenzung der Abgeordnetenmandate und Regierungsämter auf zwei Legislaturperioden.
- Abkopplung der politischen Tätigkeit von der beruflichen Karriere.
- Beschränkung der staatlichen Parteienfinanzierung auf die reine Erstattung der Kosten für einen angemessenen Wahlkampf.
- Gleichzeitige Durchführung aller Landtagswahlen an einem Tag in der Mitte der Legislaturperiode des Bundestages zur Vermeidung eines permanenten Wahlkampfs.